# 萩原諏訪城
萩原諏訪城（はぎわらすわじょう）は、岐阜県下呂市萩原町萩原にあった日本の城（平城）。岐阜県指定史跡。

## 歴史
天正13年（1585年）に金森長近は三木氏を滅ぼして飛騨国の領主となり、高山城を本城とした。これに加え、支城として増島城と萩原諏訪城を置いている。萩原諏訪城は諏訪神社の跡地に建てられ、近くの桜洞城を廃し、佐藤秀方が城主となった。
元和5年（1615年）の一国一城令により廃城となった後も金森氏が往来する際に利用する「旅館」という名称の陣屋が残っていたが、元禄5年（1692年）に金森家の転封に伴って破却された。その後、宝永6年（1709年）に諏訪神社が戻ってきて現在に至る。城跡は、1966年（昭和41年）に岐阜県指定史跡となった。また、城跡内の「臥竜のフジ」は、岐阜県指定天然記念物である。

## 構造
城の敷地は正方形で、南と西に虎口が設けられ、正門が南側、搦手が西側にあった。遺構は石垣と堀がある。

## アクセス
JR東海高山本線飛騨萩原駅から徒歩5分。